# Argentren
Argentren est une ancienne société anonyme privée argentine, faisant partie du groupe EMEPA-Ferrovías, qui exploitait les lignes ferroviaires Belgrano Sur et General Roca.

## Histoire
Argentren appartient au grupo Emepa, qui exploite la ligne Belgrano Norte depuis le 1er avril 1994 par l'intermédiaire de Ferrovías, puis, en partenariat avec Nuevo Central Argentino (concessionnaire du réseau de fret du chemin de fer General Bartolomé Mitre, propriété du sénateur national Roberto Urquía), a formé la société Ferrocentral, qui a assuré jusqu'au 8 novembre 2014 des services de transport longue distance vers les villes de Córdoba et Tucumán. Avant la création d'Argentren, le groupe EMEPA-Ferrovias a été choisi avec Metrovías et TBA par le gouvernement national pour gérer une partie des lignes ferroviaires dont les concessionnaires avaient été révoqués, formant ainsi l'UGOFE, dont le gouvernement national a ensuite retiré TBA, en même temps qu'il retirait à TBA la concession de tous les chemins de fer qu'elle exploitait. L'UGOFE a cessé d'exploiter les chemins de fer qu'elle avait dans son orbite le 21 août 2013. La réorganisation du système ferroviaire métropolitain a été entreprise pour améliorer la capacité de contrôle et de sanction. Les accords d'exploitation étaient valables pour 24 mois et exigent des entreprises qu'elles présentent des plans d'entretien et de nettoyage, ainsi qu'un programme de fréquence et d'offres de services correspondant à la réalité de la branche.
Lorsque la dissolution de l'UGOFE et de l'UGOMS a été annoncée, la répartition de leurs tâches entre Corredores Ferroviarios SA et Argentren SA a également été annoncée. À cette époque, EMEPA (Argentren-Ferrovias) est devenue l'une des deux seules entreprises privées concessionnaires exploitant un service de transport ferroviaire de passagers dans la zone métropolitaine, les mêmes propriétaires étant concessionnaires non seulement des lignes General Roca et Belgrano Sur mais aussi de Belgrano Norte (ainsi que d'autres en dehors de l'AMBA), l'autre exploitant des lignes restantes étant Roggio-Metrovías,.
Le groupe EMEPA (avec ses sociétés Ferrovias-Argentren) contrôlant au moins 3 lignes de transport en commun dans l'AMBA et Roggio-Metrovías exploitant la Subte, la ligne Mitre, la ligne San Martín et la ligne Urquiza.
Le 2 mars 2015, le ministère de l'Intérieur et des Transports met fin aux accords d'exploitation des lignes métropolitaines Belgrano Sur, General Roca, Mitre et San Martín, qui sont désormais toutes sous le contrôle direct de SOFSE (Trenes Argentinos).